# Cubillos del Sil
Cubillos del Sil és un municipi de la província de Lleó, a la comunitat autònoma de Castella i Lleó. Està format pels nuclis de Fresnedo, Finolledo, Cabañas de la Dornilla, Cubillines i Posadina.

## Demografia
| 1991 | 1996 | 2001 | 2004 |
| ---- | ---- | ---- | ---- |
| 1508 | 1539 | 1467 | 1445 |